# União dos Escoteiros do Brasil
União dos Escoteiros do Brasil (UEB, Unie brazilských skautů) je národní skautská organizace v Brazílii. Brazilský skauting vznikl v roce 1910 a v roce 1922 byl jedním ze zakládajících členů WOSM. Samotná União dos Escoteiros do Brasil byla založena v roce 1924; v roce 2011 čítala unie 53 055 členů. Unie je členem Comunidade do Escutismo Lusófono (Společenství portugalsky mluvících skautů).
Skauting v Brazílii je velmi populární ve městech a příměstských oblastech. Skauti z Brazílie se účastní mezinárodních i regionálních akcí ve velkých počtech. Byli hojně zastoupeni na světovém Jamboree v roce 1998 v Austrálii s 3000 účastníky.